# Myst
Myst este un joc video de aventuri dezvoltat de frații Robyn și Rand Miller. A fost produs de Cyan (acum Cyan Worlds), un studio din Spokane, Washington și distribut de Brøderbund. Frații Miller au început să lucreze la Myst în 1991 și a fost distribuit pentru computere Mac OS pe 24 septembrie 1993. Jocul a fost refăcut și portat pentru platformele Sega Saturn, Microsoft Windows, Atari Jaguar CD, 3DO, CD-i, PlayStation, AmigaOS, PlayStation Portable, Nintendo DS și iOS de Midway Games, Sunsoft și Mean Hamster Software.